# Julius Mück
Julius Mück (25. prosince 1913 Varhošť – 25. května 1997 Tršice) byl český amatérský fotograf německé národnosti, který zachoval podobu dnes zaniklé obce na svých fotografiích. 

## Život
Julius Mück se narodil v dnes už neexistující obci Varhošť (v č.p. 61), která byla po založení Vojenského výcvikového prostoru Libavá v roce 1946 vysídlena a demolována. Byl jediný syn místního zemědělce Julia Mücka (*1885) a jeho manželky Anny (*1879).
Jako mnoho tehdejších německých obyvatel Oderských vrchů odešel do českých vesnic v údolí za prací. V roce 1930 nastoupil jako čeledín do statku rodiny Přindišovy v Lipňanech. Tam si pořídil svoji první sklopnou kameru a kromě českých vesnic v údolí se stále vracel do svého rodného Varhoště, jehož původní podobu, obyvatele a každodenní život unikátně zdokumentoval. Spolupracoval také s Aloisem Branžovským, původně drogistou z obce Tršice, posléze živnostenským fotografem.
Další osudy Julia Mücka v turbulentní době po roce 1945 nejsou zdokumentovány.  

## Dílo
Julius Mück zachytil v unikátních meziválečných snímcích její původní podobu a obyvatele. 
Soubor dochovaných fotografií ve formátu 9×13 cm a 10×15 cm a fotografií pohlednicového formátu, které pochází z let 1932–1939, je jedinečným dokladem dokumentující jeho rodný Varhošť i české obce v údolí, kde žil a pracoval. Dochované skleněné fotografické desky se snímky zachycujícími zaniklou obec Varhošť věnoval Mück několik let před svou smrtí dlouholetému kronikáři Daskabátu a vlastivědnému pracovníkovi Janu Zatloukalovi.
Snímky byly vydány knižně v roce 1994 péčí spolku Společnost přátel vesnice a malého města. 